# 奥克·约翰松
奥克·约翰松（瑞典語：Åke Johansson，1928年3月19日—2014年12月21日），瑞典男子足球、冰球运动员。他曾代表瑞典国家队参加1958年国际足联世界杯，获得亚军。他于2014年去世，享年86岁。